# Vuurwerkletsel

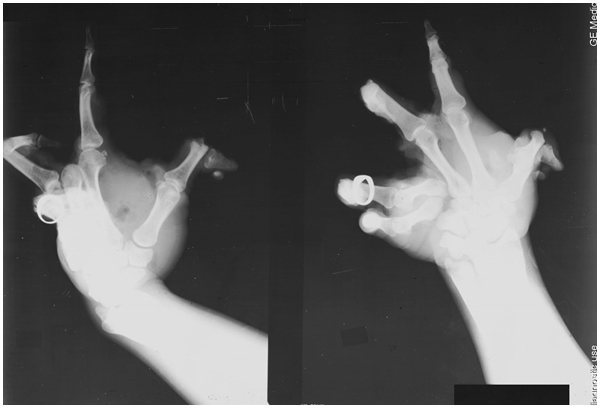
Röntgenfoto van letselschade door een zelfgemaakte vuurwerkbom

Vuurwerkletsel is letselschade veroorzaakt door vuurwerk. Verwondingen zijn onder andere oogletsel, permanente schade aan vingers en ledematen en gehoorbeschadiging. In landen waar het afsteken van vuurwerk door particulieren toegestaan is, gebeuren met vuurwerk relatief veel ongelukken waarbij jeugdigen en jongvolwassenen oog- of handletsel oplopen.
Letsel kan ontstaan door onkundig gebruik, opzettelijk misbruik of onvoorspelbaar gedrag door modificatie en/of zelfbouw. Veel ongevallen gebeuren doordat men een stuk vuurwerk dat geweigerd heeft opnieuw probeert aan te steken. Doordat de lont dan veel korter is, explodeert het vuurwerk op het moment dat men het aansteekt. Het opnieuw afsteken van geweigerd vuurwerk wordt dan ook sterk ontmoedigd.
Vuurwerkletsel komt vaak voor tijdens Nieuwjaar. Het gebeurt dat personen na het afsteken van vuurwerk naar het ziekenhuis moeten worden overgebracht. Soms zijn er ook dodelijke slachtoffers.

## Nederland

### Oogletsel
| 2009/10 | 720 |
| 2010/11 | 690 |
| 2011/12 | 680 |
| 2012/13 | 756 |
| 2013/14 | 700 |
| 2014/15 | 574 |
| 2015/16 | 482 |
| 2016/17 | 473 |
| 2017/18 | 434 |
| 2018/19 | 396 |
| 2019/20 | 385 |
| 2020/21 | 108 |

In 2004 opereerde het Oogziekenhuis in Rotterdam veertig vuurwerkslachtoffers die veelal gewond raakten door kleine vuurpijlen. 90 procent van deze slachtoffers zijn jongens tussen de 8 en 17 jaar. Een aanzienlijk deel van hen moet blijvend het licht in een oog missen.
Tijdens de jaarwisseling van 2008 naar 2009 zijn in Nederland in totaal 23 ogen volledig blind geworden ten gevolge van vuurwerk, terwijl er 14 ogen operatief moesten worden verwijderd. Oogartsen behandelden in totaal 269 ogen van 232 patiënten. Een derde van deze ogen is blijvend ernstig beschadigd. Zestig procent van de slachtoffers was omstander en stak zelf niets af. Ruim de helft van de slachtoffers was jonger dan 18 jaar. De cijfers zijn afkomstig van het Nederlands Oogheelkundig Gezelschap. Alle oogartsen in Nederland deden mee. Het is voor het eerst dat het aantal gevallen van oogletsel en de ernst ervan landelijk zijn geregistreerd.

### Preventie
Stichting Consument & Veiligheid spant zich in om met name de jeugd bewuster te maken van de gevaren van vuurwerk. Bureau HALT spant zich met name in om overlast door vuurwerk te verminderen door het aanleveren van lesmateriaal voor de basisvorming en het gestructureerd handhaven van alternatieve straffen voor overtreders, jonger dan 18 jaar.
Met spotjes op de televisie en op internet wordt er aandacht besteed aan de risico’s bij het afsteken van vuurwerk. Deze spotjes worden betaald door de overheid en zijn vooral op jongeren gericht. Voorheen werden campagnes zoals Je bent een rund als je met vuurwerk stunt gemaakt door stichting Sire.
In 2011 werd in Nederland een campagne gestart door het Openbaar Ministerie en de politie waarbij een speciaal team op internet zoekt naar filmpjes van illegaal vuurwerk en experimenten met vuurwerk waarbij bommen worden geconstrueerd. Het team streeft naar verwijdering van dergelijke filmpjes en probeert de makers ervan te benaderen middels bijvoorbeeld e-mails. Filmpjes op YouTube kunnen ook een video-antwoord krijgen, waarin wordt uitgelegd dat de film strafbare feiten bevat en waarbij het gevaar wordt toegelicht.
In de jaarwisselingen 2020-’21 en 2021-’22 was al het consumentenvuurwerk verboden als noodmaatregel om extra druk op de zorg te voorkomen in verband met de coronacrisis.

## Suriname
Rondom de jaarwisseling in Suriname speelt het Korps Brandweer Suriname (KBS) een belangrijke voorlichtende en controlerende rol. Bij jaarwisseling 2015/16 werden er 25 slachtoffers geregistreerd, het jaar daarop hetzelfde aantal. Bij jaarwisseling 2017/18 vielen er 11 of 12 vuurwerkslachtoffers.